# Armand Girbes
Armand Roelof Johan Girbes (1959) is hoogleraar intensivecaregeneeskunde en klinisch farmacoloog aan de Vrije Universiteit Amsterdam.
Bij het radioprogramma Argos verscheen de serie "Dagboek van een IC-chef" van hem tijdens de Coronapandemie in 2020. Girbes schrijft regelmatig in het VvAA maandblad Arts en Auto.
Girbes zet zich in voor de verbetering van de kwaliteit van zorg op de intensive care afdelingen in Nederland en Europa door het aanpassen van de organisatie van de intensive care in Nederland, de professionalisering van de opleiding tot intensivist en de organisatie van audits op de intensive care. Hij was van 2003 tot 2009 voorzitter van de Gemeenschappelijke Intensivisten Commissie (GIC) waarbij hij het Europees Diploma voor Intensive Care (EDIC) - mede door hem ontwikkeld binnen de ESICM (European Society of Intensive Care Medicine) - introduceerde in Nederland. 
Girbes was van 2004 tot 2013 voorzitter van de Nationale Kwaliteitsvisitaties Intensive Care. Hij was in 2006 verantwoordelijk voor het onderdeel "Zorgniveaus" van de CBO richtlijn "Organisatie en werkwijze op intensive care afdelingen voor volwassenen in Nederland". Belangrijke vernieuwing daarbij was de eindverantwoordelijkheid van de medisch specialist intensivist voor de behandeling van de patiënten op de intensive care. Voorts werden daarin de verschillende niveaus van intensive care afdelingen beschreven. Deze kennis heeft hij later ook geëxporteerd naar Ierland als international advisor voor de nationale Ierse IC-richtlijn.
Binnen de ESICM verrichtte hij verschillende functies, waaronder voorzitter van de sectie Emergency Medicine & Trauma, vice-voorzitter bij het CoBaTrICE (competence base training in intensive care in Europe) project, lid van de European Board of Intensive Care Medicine, Algemeen Secretaris en Voorzitter van de Division of Scientific Affairs. Als opleider intensive care in VUmc was hij verantwoordelijk voor de opleiding van meer dan 100 intensivisten. 
Zijn wetenschappelijke interesses zijn methodologie van wetenschappelijk onderzoek, vasoactieve stoffen, nierfunctie bij hartfalen, voeding, vitamine C en therapeutische hypothermie, naast "end-of-life" zorg voor de patiënt en diens dierbaren.
- Gemeinsame Normdatei: 173641954
- International Standard Name Identifier: 0000 0001 3965 2311
- Nederlandse Thesaurus van Auteursnamen: 083277102
- ORCID: 0000-0002-0711-0494
- Virtual International Authority File: 193123923
- WorldCat: E39PBJjRVjwFHGG4FJRHGqKWXd